# Pundamilia igneopinnis
Pundamilia igneopinnis és una espècie de peix de la família dels cíclids i de l'ordre dels perciformes.

## Morfologia
- Els mascles poden assolir 10,8 cm de longitud total.
- Nombre de vèrtebres: 30-31.[1]

## Alimentació
Menja algues i detritus.

## Hàbitat
Viu en zones de clima tropical.

## Distribució geogràfica
Es troba a Àfrica: llac Victòria (Tanzània).